# Primera División 1976 (Chili)
In 1976 werd het 44ste seizoen gespeeld van de Primera División, de hoogste voetbalklasse van Chili. Everton werd kampioen.  

## Eindstand
| Plaats | Club                     | Wed. | W  | G  | V  | Saldo | Ptn. |
| ------ | ------------------------ | ---- | -- | -- | -- | ----- | ---- |
| 1      | Unión Española           | 34   | 21 | 11 | 2  | 69:28 | 53   |
| 2      | Everton                  | 34   | 22 | 9  | 3  | 77:44 | 53   |
| 3      | Universidad de Chile     | 34   | 17 | 11 | 6  | 70:41 | 45   |
| 4      | Colo-Colo                | 34   | 16 | 12 | 6  | 57:36 | 44   |
| 5      | Palestino                | 34   | 16 | 10 | 8  | 67:53 | 42   |
| 6      | Green Cross-Temuco       | 34   | 16 | 9  | 9  | 57:38 | 41   |
| 7      | Universidad Católica (P) | 34   | 14 | 10 | 10 | 48:39 | 38   |
| 8      | Santiago Wanderers       | 34   | 11 | 11 | 12 | 53:61 | 33   |
| 9      | Deportes Concepción      | 34   | 12 | 7  | 15 | 61:59 | 31   |
| 10     | Deportes Ovalle (P)      | 34   | 9  | 12 | 13 | 46:48 | 30   |
| 11     | Regional Antofagasta     | 34   | 12 | 6  | 16 | 51:70 | 30   |
| 12     | Deportes Aviación        | 34   | 9  | 10 | 15 | 49:70 | 28   |
| 13     | Lota Schwager            | 34   | 7  | 13 | 14 | 48:62 | 27   |
| 14     | Santiago Morning         | 34   | 10 | 7  | 17 | 41:57 | 27   |
| 15     | Huachipato               | 34   | 10 | 6  | 18 | 49:64 | 26   |
| 16     | Rangers                  | 34   | 7  | 11 | 16 | 41:62 | 25   |
| 17     | Naval                    | 34   | 7  | 8  | 19 | 39:56 | 22   |
| 18     | Deportes La Serena       | 34   | 6  | 5  | 23 | 41:76 | 17   |

|     | Finale om de titel                   |
|     | Gekwalificeerd voor Pre-Libertadores |
|     | Degradatie play-off                  |
|     | Degradatie                           |
| (P) | Promovendus                          |

### Finale
|                  |                |       |         |  |
| 25 november 1976 | Unión Española | 0 – 0 | Everton |  |
| 25 november 1976 |                |       |         |  |

|                  |         |       |                |  |
| 27 november 1976 | Everton | 3 – 1 | Unión Española |  |
| 27 november 1976 |         |       |                |  |

## Pre-Libertadores
| Plaats | Club                 | Wed. | W | G | V | Saldo | Ptn. |
| ------ | -------------------- | ---- | - | - | - | ----- | ---- |
| 1      | Universidad de Chile | 3    | 1 | 2 | 0 | 8:6   | 4    |
| 2      | Palestino            | 3    | 2 | 0 | 1 | 8:7   | 4    |
| 3      | Unión Española       | 3    | 1 | 1 | 1 | 6:5   | 3    |
| 4      | Colo-Colo            | 3    | 0 | 1 | 2 | 3:7   | 1    |

|  | Gewkalificeerd voor finale |

### Finale
Universidad de Chile plaatste zich na het gelijkspel omdat ze in de Pre-Libertadores eindronde een beter doelsaldo had. 
|                  |                      |       |           |  |
| 10 december 1976 | Universidad de Chile | 2 – 2 | Palestino |  |
| 10 december 1976 |                      |       |           |  |

## Topschutters
| Speler           | Speler         | Goals | Club             |
| ---------------- | -------------- | ----- | ---------------- |
| Bandera de Chile | Victor Pizarro | 27    | Santiago Morning |